# Георг фон Лимбург-Щирум
Георг фон Лимбург-Щирум (на немски: Georg von Limburg-Styrum; * ок. 1500; † 14 декември 1552) произлиза от фамилията на графовете на Графство Лимбург е чрез наследство господар на Щирум (1521 – 1552).

## Произход
Той е вторият син на граф Адолф фон Лимбург-Щирум (1450 – 1506) и съпругата му Елизабет фон Райхенщайн (1460 – 1529), дъщеря на Вилхелм II фон Райхенщайн († 1474) и Катарина фон Сайн-Витгенщайн († пр. 1501), дъщеря на граф Георг I фон Сайн-Витгенщайн. По-големият му брат Вилхелм II е господар на Щирум (1506 – 1521).

## Фамилия
Георг се жени на 7 януари 1539 г. за графиня Ирмгард фон Виш (* ок. 1520; † 10 май 1587), вдовица на Йохан VI Шайфарт фон Мероде († 25 март 1537), дъщеря на Хайнрих V фон Виш († 1514) и съпругата му Валбурга фон Бергх († 1547). Тя е графиня на Бронкхорст и наследничка на Боркуло, Виш, Вилденборч, Оверхаген и Лихтенвоорде. Те се развеждат. Техните деца са:
- Херман Георг фон Лимбург (1540 – 1574), граф на Лимбург, граф на Бронкхорст, господар на Щирум.

∞ 7 май 1554 г. за графиня Мария фон Хоя (1534 – 1612)
- Анна Мария (1543 – 1637)

∞ 21 август 1567 в Терборг за граф Вернер фон Залм-Райфершайт (1545 – 1629)